# Péronne (Somme)
Péronne település Franciaországban, Somme megyében. Lakosainak száma 7139 fő (2022. január 1.). Péronne Allaines, Barleux, Biaches, Brie, Bussu, Cléry-sur-Somme, Doingt, Éterpigny és Mesnil-Bruntel községekkel határos. A település közelében áll az ausztrál 2. hadosztály emlékműve.

## Népesség
A település népességének változása:
| Lakosok száma | 7702 | 7652 | 8041 | 7579 | 7595 | 7577 | 7444 | 7291 | 7139 |
|               | 2013 | 2015 | 2016 | 2017 | 2018 | 2019 | 2020 | 2021 | 2022 |